# NK Lukavec
NK Lukavec je hrvatski nogometni klub iz Lukavca kod Velike Gorice. 
Klub je osnovan 1947. godine. Jedan od svojih najvećih uspjeha postigao je u sezoni 1997./98. kada se plasirao u 3. HNL, dostignuće koje je ponovljeno 2021./22. plasmanom u 3. HNL – Središte i osvajanjem kupa NS Velike Gorice. Od 1947. do 1992. zvao se Partizan.

## Povijest
Prema dostupnim informacijama nogomet se u Lukavcu počeo igrati 1933. godine, dok je klub osnovan u srpnju 1947. godine pod imenom NK Partizan, na inicijativu grupe mještana iz Lukavca Gornjeg i Donjeg. Prvu neslužbenu utakmicu klub je odigrao protiv Internata iz Velike Gorice koju su Lukavčani pobijedili 1:0. Utakmica je odigrana u neposrednoj blizini sadašnjeg Športskog centra unutar šume Gaj, igralištu Rakitovica. Kasnije su se utakmice igrale i kod Starog grada Lukavca.
Od 1948. godine krenule su i prve utakmice Općinskog nogometnog prvenstva seoskih aktiva. Najveće rivalstvo bilo  je sa klubovima iz susjednih mjesta Lomnice, Kurilovca, Odre i Velike Mlake. Ulaskom u redovno natjecanje Općinskog nogometnog prvenstva seoskih aktiva Velike Gorice 1947. godine, te 1951. godine u Nogometni centar kotarskog fiskulturnog odbora Velike Gorice, započeto je i izgrađeno igralište u Tratinskoj ulici. U sezoni 1998/99. klub se seli na novu lokaciju u Dolenskoj ulici, gdje do danas odigrava sve svoje utakmice.